# Бурая оляпка
Бу́рая оля́пка (лат. Cinclus pallasii) — птица семейства оляпковых. Видовое латинское название дано в честь учёного Петера Симона Палласа (1741—1811).

## Описание
Маленькая тёмно-коричневая птичка с острым клювом, короткими крыльями и коротким хвостом. Вес птицы 70—80 г. Оперение густое, жёсткое. Молодые птицы имеют чешуйчато-мраморную окраску.

## Распространение
Она встречена на реках, впадающих в залив Шелихова—Вилига, Алики, Булул, Тополовка, Кананыга. Зимой обычна на реках Яма, Ола, Чолбога, Яна, Челомджа и Иня. Гнёзда найдены на реке Булуи. Оляпка населяет обширный ареал, охватывающий пространство от гор Средней Азии (Памиро-Алай, Тянь-Шань) до верховьев Колымы (реки Буюнда, Сугой), берегов Охотского моря, Удской губы, Шантарских островов, Сахалина и Сихотэ-Алиня. Населяет южные Курильские острова, обычна в Японии, найдена в Корее, восточном Китае, Гималаях и Индокитае. Таким образом, на север Дальнего Востока выходит наиболее северо-восточная окраина гигантского дугообразного ареала бурой оляпки.

## Образ жизни
Бурая оляпка  — оседло живущая птица. Она населяет горные реки с быстрым течением, чистой и прозрачной водой. Зимует в тех же местах, где гнездится, не покидая горной местности.

## Питание
Пищу составляют личинки веснянок, ручейников и мальки рыб.

## Размножение
Гнездо птицы всегда строят у воды. Местом для него служат неглубокие ниши и скальные трещины, поваленные деревья, сырые пустоты в береговых обрывах, опоры мостов. В кладке 4—6 яиц. Инкубация начинается в середине—конце мая и продолжается 15—16 дней. Птенцы покидают гнездо в возрасте 3-х недель. На Сахалине это происходит в конце июня; на северо-охотском побережье, вероятно, в начале июля.

## Галерея

Бурая оляпка у воды (октябрь 2013 года)
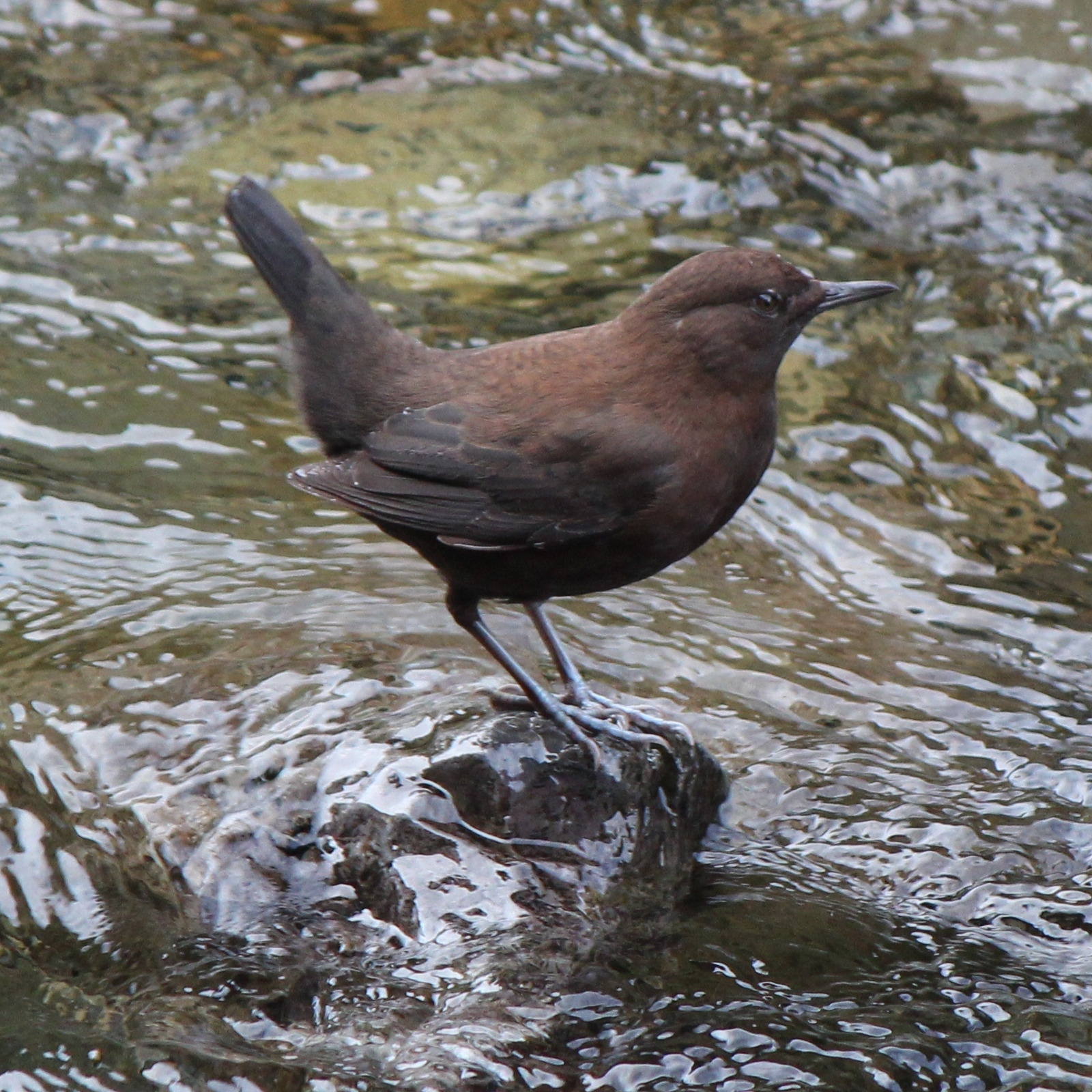
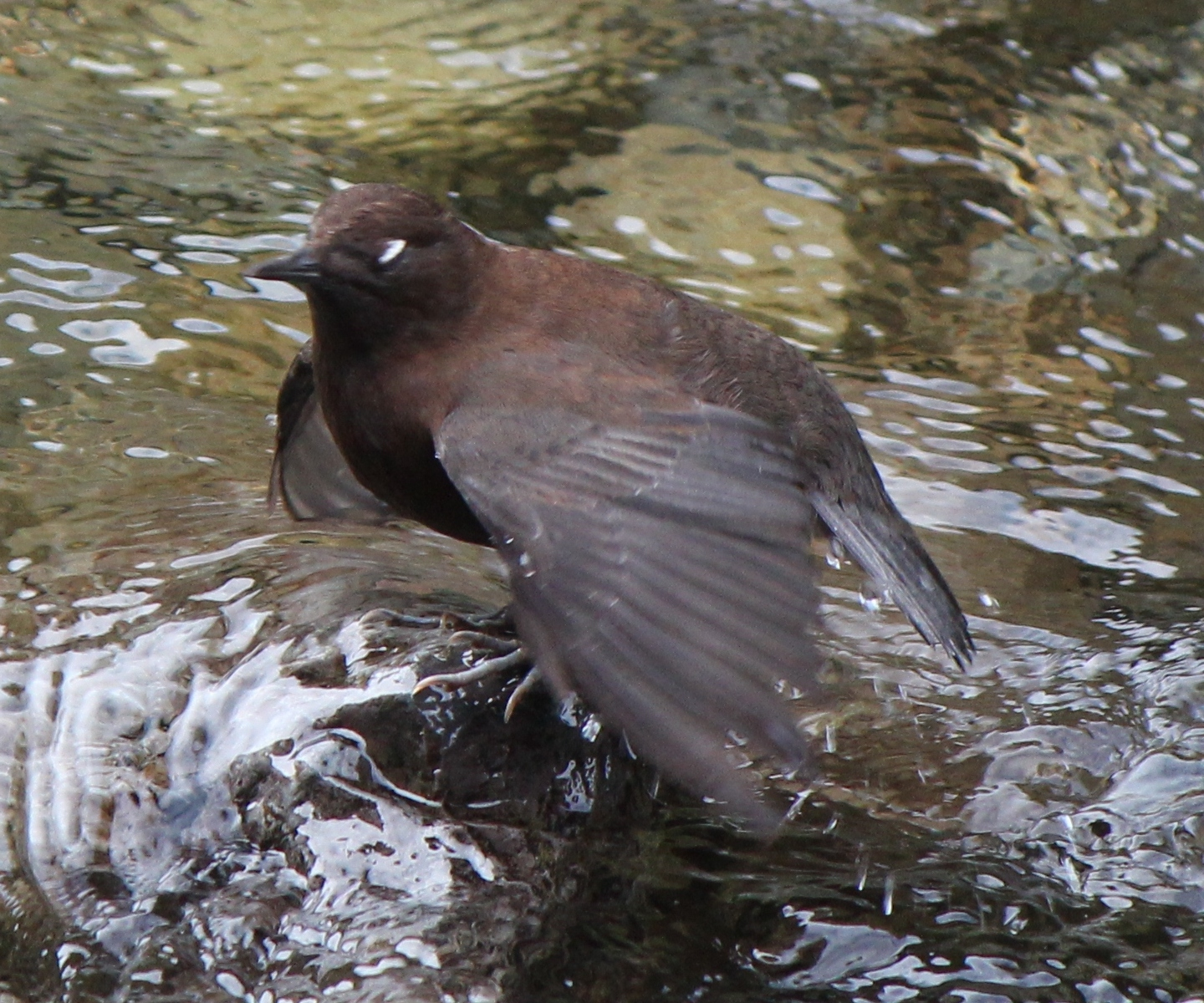
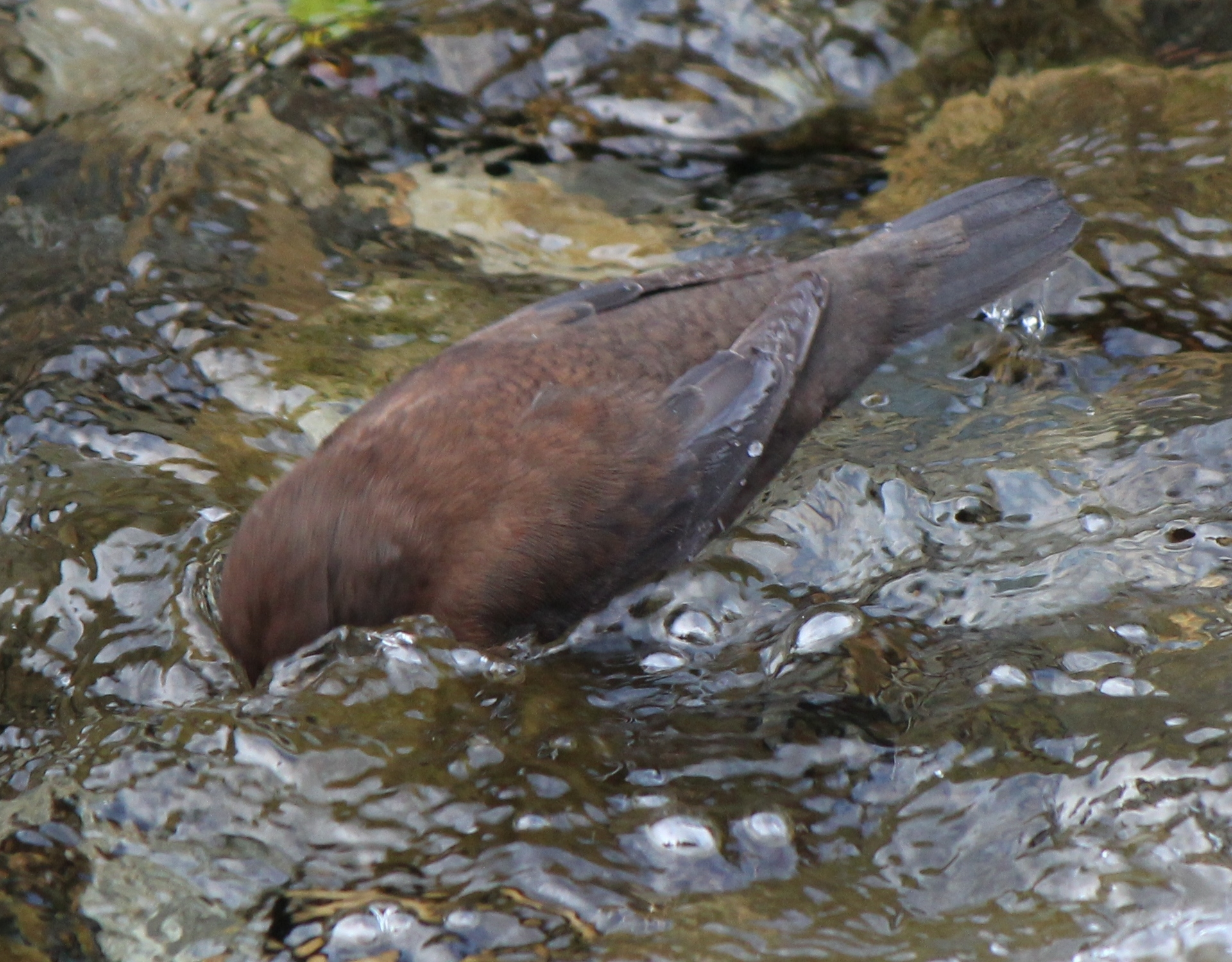
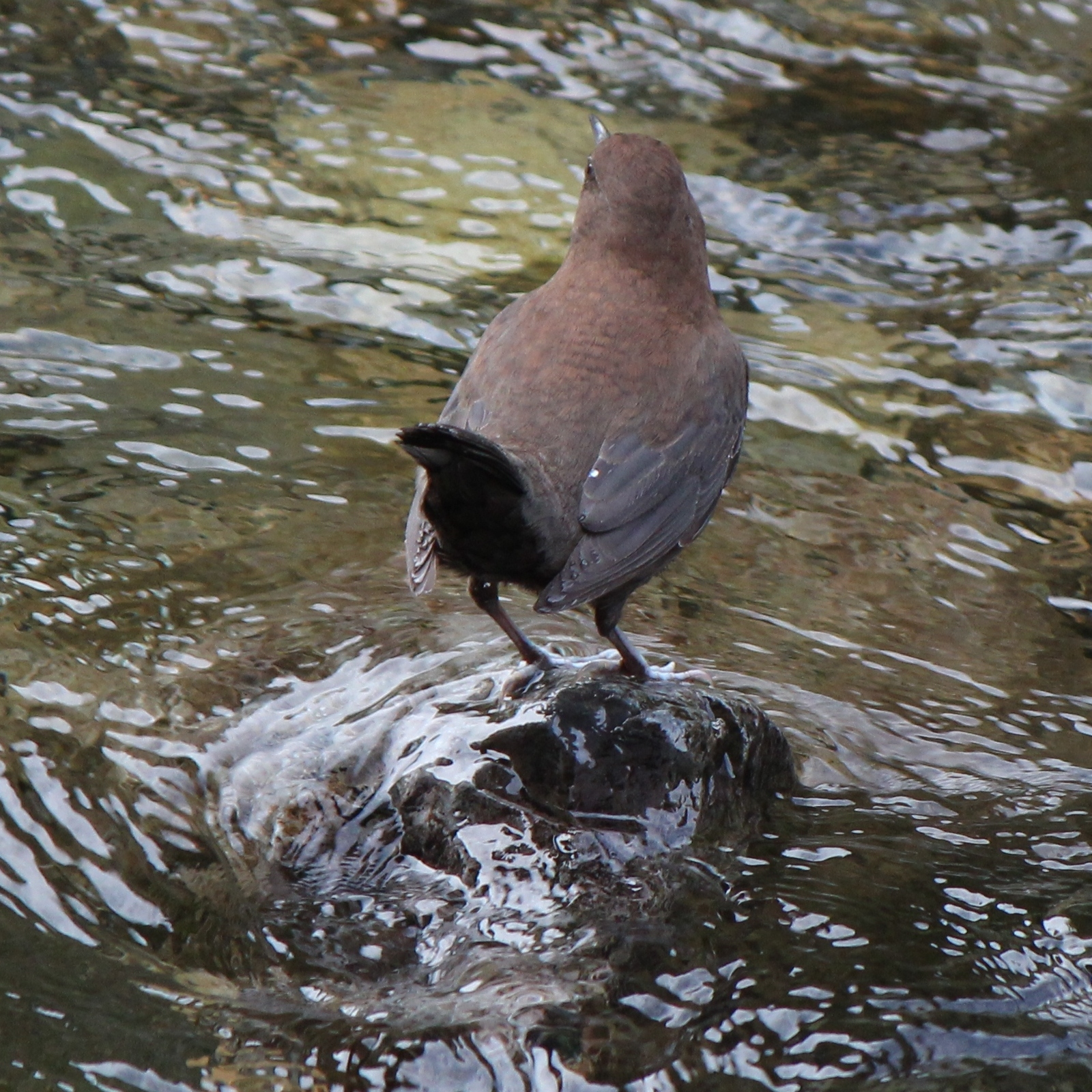